# Fluchtkogel
Le Fluchtkogel est un sommet des Alpes, à 3 494 m d'altitude, dans le massif de l'Ötztal, en Autriche (Tyrol).